# 蒙塔丰河谷圣安东
蒙塔丰河谷圣安东是奥地利福拉尔贝格州布卢登茨县的一个市镇。总面积3.42平方公里，总人口700人，人口密度204.7人/平方公里（2005年）。